# Dąbków (gromada)
Dąbków – dawna gromada, czyli najmniejsza jednostka podziału terytorialnego Polskiej Rzeczypospolitej Ludowej w latach 1954–1972.
Gromady, z gromadzkimi radami narodowymi (GRN) jako organami władzy najniższego stopnia na wsi, funkcjonowały od reformy reorganizującej administrację wiejską przeprowadzonej jesienią 1954 do momentu ich zniesienia z dniem 1 stycznia 1973, tym samym wypierając organizację gminną w latach 1954-1972.
Gromadę Dąbków z siedzibą GRN w mieście Dąbkowie utworzono – jako jedną z 8759 gromad na obszarze Polski – w powiecie lubaczowskim w woj. rzeszowskim na mocy uchwały nr 26/54 WRN w Rzeszowie z dnia 5 października 1954. W skład jednostki weszły obszary dotychczasowych gromad Dąbków, Opaka, Szczutków i Borchów ze zniesionej gminy Dąbków oraz część obszaru miasta Lubaczowa stanowiąca tzw. „Hurcze”, w tymże powiecie. Dla gromady ustalono 13 członków gromadzkiej rady narodowej.
1 stycznia 1960 do gromady Dąbków włączono wieś Nowa Grobla ze zniesionej gromady Bihale w tymże powiecie.
1 stycznia 1969 do gromady Dąbków włączono wsie Bihale i Łukawiec ze zniesionej gromady Łukawiec w tymże powiecie; z gromady Dąbków wyłączono natomiast wieś Borchów, włączając ją do gromady Oleszyce tamże.
Gromada przetrwała do końca 1972 roku, czyli do kolejnej reformy gminnej.